# Rebeca Banner
Rebecca Banner (de soltera Drake) es un personaje ficticio, un personaje secundario que aparece en los cómics estadounidenses publicados por Marvel Comics. Ella es la esposa de Brian Banner, y la madre de su hijo Bruce Banner, quien se convertiría en el superhéroe con potencia gamma conocido como Hulk.

## Historial de publicaciones
Creado por Bill Mantlo y Sal Buscema, el personaje hizo su primera aparición en Incredible Hulk # 267 (enero de 1982).

## Biografía ficticia
Rebecca Banner era la madre de Bruce Banner, quien finalmente creció para convertirse en el superhéroe conocido como Hulk. Durante la universidad, Rebecca se conoció, se enamoró y finalmente se casó con Brian Banner y estaba ansiosa por formar una familia con él, pero él no se sentía de la misma manera que ella debido a su propio pasado problemático. Brian nunca compartió su historia personal con ella o su deseo de nunca tener hijos, pero no pudo evitar enamorarse de Rebecca y casarse con ella. Después de la universidad y de casarse, Brian se convirtió en la persona más joven en graduarse con un doctorado. y una licenciatura en física, sus opciones de posgrado eran ilimitadas, pero decidió ir a Los Álamos para trabajar en un proyecto del gobierno para encontrar una fuente de radiación nuclear limpia para poder apoyar tanto a él como a Rebecca. El estrés del trabajo llevó a Brian a comenzar a beber, lo que también lo llevó a volverse más errático y rápido a enojarse con Rebecca y sus compañeros de trabajo, a pesar de su comportamiento, Rebecca se quedó con Brian esperando que las cosas salieran bien. 
Después de una noche de consumo excesivo de alcohol, Brian intentó trabajar en su proyecto y accidentalmente provocó una sobrecarga del equipo. Brian fue sometido a un consejo de guerra y liberado del proyecto; a pesar de que estaba detrás de un escudo cuando ocurrió la sobrecarga y varios médicos lo examinaron y no encontraron nada, Brian todavía sentía que una cierta cantidad de radiación había penetrado y afectaba su estructura genética y estaba aún más convencido de no tener hijos. Brian finalmente encontró otro trabajo y comenzó a tratar de arreglar su vida cuando Rebecca anunció que estaba embarazada, aunque Rebecca estaba feliz de tener un hijo y finalmente formar una familia, Brian estaba conmocionado y asustado. Rebecca tuvo algunos problemas durante el embarazo y dio a luz a su hijo 'Bruce'; aunque los médicos no conocían las complicaciones, Brian temía y sospechaba que se debía a la radiación gamma de su accidente de laboratorio y comenzó a tener miedo de Bruce. Después del nacimiento de Bruce en Dayton, Ohio, lo mantuvieron bajo cuidados intensivos para observación y examen en el hospital, pero el médico aún no encontró nada fuera de lo común con él. También fue examinado para detectar cualquier rastro de radiación debido a la exposición de Brian, pero tampoco se detectó ninguno. Aun así, Brian todavía pensaba que algo andaba mal con Bruce y trataría de pasar el menor tiempo posible con él, preocupando a Rebecca en el proceso. Cuando Brian y Rebecca se iban, dejaban a Bruce con una niñera que no mostraba afecto ni atención hacia Bruce, lo que lo hacía sentir aislado.
Una mañana de Navidad, cuando Bruce tenía aproximadamente cuatro años, se despertó temprano y se escabulló hasta el árbol de Navidad, abrió uno de sus regalos (que era un juego de montaje) y logró armar una estructura intrincada en poco tiempo. Cuando Brian bajó y lo vio, se enojó y rompió la estructura, y comenzó a gritarle a Bruce y llamarlo un fenómeno; diciendo que un niño de su edad no debería poder hacer eso. Brian estaba más convencido de que la radiación de su accidente había alterado el cerebro de Bruce, convirtiéndolo en un metahumano súper inteligente. Cuando Rebecca escuchó la conmoción y vio lo que estaba sucediendo, trató de calmar a Brian y proteger a Bruce, pero eso no impidió que Brian la golpeara; cuando Bruce se asustó y trató de correr hacia su madre, Brian también lo golpeó. Brian miró a Bruce y lo llamó un monstruo inhumano, también admitió que nunca quiso un hijo en primer lugar; a partir de ese momento, Brian aterrorizaría y abusaría de Rebecca y Bruce cada vez que tuviera una rabieta.
Unos años más tarde, después de mucho abuso físico y mental, Rebecca hace las maletas para ella y Bruce, e intenta escapar de Brian de forma permanente. Cuando estaba afuera con Bruce a punto de alejarse, Brian los atrapa en el auto antes de que se vayan y comienza a luchar con Rebecca nuevamente. Bruce le grita a su padre que deje ir a su madre y que él será bueno, pero Brian tira a Rebecca al suelo, le rompe la cabeza y la mata por accidente. Bruce corre a su lado y se sienta congelado en estado de shock junto a su cuerpo sin vida, es en este punto donde Bruce apaga sus emociones y se convierte en una personalidad reprimida. Después de eso, Brian fue arrestado y enviado a un hospital psiquiátrico, mientras que Bruce fue enviado a vivir con su tía y la hermana de su madre, Susan Drake. Cuando creció, Bruce asistió a la Escuela Secundaria de Ciencia. Debido a su nivel de inteligencia extremadamente alto y al hecho de que, para todos los propósitos prácticos, había apagado sus emociones hace años, no tenía amigos en la escuela y fue objeto de acoso. El director mostró preocupación por Bruce y su ira y sentimientos no resueltos sobre su padre y el asesinato de su madre.
Durante la historia de la Guerra del Caos, Rebecca Banner (junto a Brian Banner) se encuentra entre los personajes que regresan de entre los muertos después de lo que sucedió en los reinos de la muerte. Brian en una forma similar a Hulk Diablo intenta matarla nuevamente solo para que Hulk / Bruce la salve y luche contra su padre de frente.

## Otras versiones

### Hulk: El fin
En un futuro alternativo donde Rebecca, junto con el resto de la humanidad, excepto Hulk, había muerto hacía más de 100 años después de que una guerra nuclear se extendiera por todo el planeta. Bruce Banner a la edad de 200 años, gracias al poder de Hulk 'comenzó a morir de un ataque al corazón, pero antes de sucumbir a su muerte, ve una visión de un paraíso donde todos sus seres queridos, incluida Rebecca, estaban esperando. él con los brazos abiertos. 

### House of M
En la línea de tiempo de House of M creada por Bruja Escarlata, el Dr. Brian Banner cree que su hijo Bruce 'es un monstruo metahumano creado a través de la radiación con la que experimentó e intenta matarlo por miedo y paranoia. Él asesina a su esposa Rebecca cuando ella se interpone en su camino y trata de evitar que mate a su hijo; pero antes de que pueda dañar a Bruce también, Brian es asesinado a tiros por policías que fueron alertados y llegaron al lugar' salvando a Bruce.

## En otros medios

### Película
- Rebecca Banner aparece en Hulk (2003), interpretada por Cara Buono. En la película, pasa a llamarse "Edith", donde ella y David Banner criaron a su hijo Bruce, hasta que David la mató, quien causó la explosión gamma.